# Jul Fuel
Jul Fuel ist ein Musikalbum von Axel Dörner, Oliver Schwerdt und Julian Sartorius. Die am 14. November 2021 im Veranstaltungsort naTo in Leipzig entstandenen Aufnahmen erschienen am 11. Dezember 2024 auf Schwerdts Label Euphorium Records.

## Hintergrund
Pianist und Labelchef Oliver Schwerdt übernimmt hier eine Doppelrolle, notiert Mark Corroto: Er agiere sowohl als Künstler und als auch als Förderer avantgardistischer Musik. Im Laufe der Jahre hat er mit Legenden wie Peter Brötzmann, Akira Sakata, Barry Guy, Baby Sommer, Wadada Leo Smith und Barre Phillips zusammengearbeitet und Auftritte mit ihnen organisiert. Schwerdt fördert dabei auch eine jüngere Generation von Talenten, etwa, wie auf diesem Album zu hören, Julian Sartorius.
Das Album mit Axel Dörner und Sartorius beginnt mit „Jul Fuel“, einem Klaviersolostück Schwerdts. Nach dem Solo geht das Album über zum Duo-Track „Drain Delicacy“, bei dem Schwerdt mit dem Schlagzeuger Sartorius zusammenspielt. Diese beiden Stücke dienen als Auftakt zum Herzstück des Albums, „(Slip Fit) Fizz Blitz (Slit Kit)“, bei dem Dörner sich Schwerdt und Sartorius anschließt. In dieser Trio-Besetzung spielen Schwerdt und Sartorius mit Dörner an der Zugtrompete. Das Album endet mit Dörners Soloauftritt „Briglifi, Neprotukah und die braunfaune Schrühkatze von Kortopau“.

## Titelliste
- Axel Dörner, Oliver Schwerdt & Julian Sartorius: Jul Fuel (EUPH 097)[2]

1. Jul Fuel 8:39
2. Drain Delicacy 7:32
3. (Slip Fit) Fizz Blitz (Slit Kit) 23:24
4. Briglifi, Neprotukah und die braunfaune Schrühkatze aus Kortopau 10:42

## Rezeption
Nach Ansicht von Mark Corroto, der das Album in All About Jazz rezensierte, entfaltet sich Jul Fuel eher wie eine Geschichte aus drei Städten als wie ein einzelnes Statement – vor allem, wenn man die Stücke in Albumreihenfolge hört. Das Album wechsle von einer Klaviersolodarbietung zu einem Klavier-Schlagzeug-Duett, schließlich zu einer Triodarbietung und abschließend zu einem Solo Dörners mit der Zugtrompete. Im Kern drehe sich Jul Fuel jedoch um den deutschen Improvisator Axel Dörner, selbst in Momenten, in denen sein Instrument schweigt.